# Carl Adam Bader
Carl Adam Bader (Bamberg, 10 de gener de 1789 - Berlín, 14 d'abril de 1870), fou un cantant (tenor) alemany.
Cantà a Brunswixk per primera vegada el 1814, passant després a Múnic, Hamburg, Bremen, i per fi, al teatre Reial de Berlín, on per espai de vint-i-nou anys l'ídol del públic. Si bé la seva educació vocal no mancava de defectes, aquests restaven compensats per la seva intuïció artística, gust exquisit i domini de l'escena.
Les seves millors creacions foren: l'Alidor, de l'Euryanthe, de Weber; el Lucinius, de La Vestale de Spontini; el Masanielo de la La Muette de Portici de Auber, i el Blondel, de Richard Coeur-de-lion, de Grétry, que cantà al acomiadar-se del teatre a Berlín (18 de gener de 1849) en mig d'una ovació indescriptible. Retirat de l'escena va compondre algunes obres musicals, entre elles una Col·lecció de sis cançons (lieder) i un Veni Creator a quatre veus, amb acompanyament d'orquestra.